# Montaure
Montaure foi uma antiga comuna francesa na região administrativa da Normandia, no departamento de Eure. Estendia-se por uma área de 10,21 km². Em 2010 a comuna tinha 1 516 habitantes (densidade: 148,5 hab./km²).
Em 1 de janeiro de 2017, passou a formar parte da nova comuna de Terres de Bord.